# نیابت لرد
نیابت لرد (انگلیسی: Lord Protector) یا با عنوان مصطلح‌تر نایب لرد عنوانی است که در قانون اساسی بریتانیا برای رئیس دولت استفاده می‌شود؛ در عین حال عنوانی است که گاهی برای سرفرمانداران ایالت‌ها توسط کلیسا اعطا می‌ شود. برخی مواقع هم برای اشاره به دارندگان سایر پست‌های موقت اعطا می‌ شود برای مثال یک قائم مقام اجرای فرامین در زمانی که پادشاه وجود ندارد یا به مرحله رشد نرسیده باشد.

## اعضای شورای نیابتی فئودالی
عنوان نیابت لرد در ابتدا توسط شاهزادگان یا احتمالاً اشراف برای تمرین کردن شخصی دوره نایب لرد استفاده می‌گردید در شرایطی که پادشاه انگلیسی هنوز کوچک یا به مرحله‌ای از رشد سنی و فکری نرسیده بود تا بتواند برخی فرامین را صادر یا اجرا نماید.
موارد قابل توجه از این دست در انگلستان عبارت هستند از 
- جان لنکستر، نخستین دوک بدفورد و همفری، دوک گلاستر که به طور مشترک از ۵ دسامبر ۱۴۲۲ تا ۶ نوامبر ۱۴۲۹ عنوان نیابت لرد هنری ششم انگلستان را بر عهده داشتند
- ریچارد یورک، سومین دوک یورک برای ۳ مرتبه و از ۳ آوریل ۱۴۵۴ تا فوریه ۱۴۵۵، و از ۱۹ نوامبر ۱۴۵۵ تا ۲۵ فوریه ۱۴۵۶، و در نهایت از ۳۱ اکتبر تا ۳۰ دسامبر سال ۱۴۶۰ عنوان‌دار نیابت لرد برای هنری ششم انگلستان بود.
- ریچارد، دوک گلاستر در زمان سلطنت اسمی ادوارد پنجم (یکی از شاهزادگان محبوس در برج) قبل از ادعای تاج و تخت و غصب آن با عنوان ریچارد سوم، دوک گلاستر از تاریخ ۳۰ آوریل ۱۴۸۳ تا ۲۶ ژوئن ۱۴۸۳ عنوان‌دار نیابت لرد برای این پادشاه خردسال انگلستان بود.
- ادوارد سیمور، نخستین دوک سامرست از تاریخ ۱۵۷۴ تا ۱۵۴۹ و در طول سال‌های اولیه سلطنت پادشاه جوان ادوارد ششم، نیابت لرد وی را بر عهده داشت.